# Erythrolamprus subocularis
Espèce
Synonymes
- Rhadinaea subocularis Boulenger, 1902
- Liophis subocularis (Boulenger, 1902)

Erythrolamprus subocularis  est une espèce de serpents de la famille des Dipsadidae.

## Répartition
Cette espèce est endémique de l'Ouest de l'Équateur.

## Description
L'holotype de Erythrolamprus subocularis mesure 370 mm dont 160 mm pour la queue.

## Publication originale
- Boulenger, 1902 : Descriptions of new Batrachians and Reptiles from North-western Ecuador. Annals and Magazine of Natural History, sér. 7, vol. 9, p. 51-57 (texte intégral).